# Alea iacta est
Alea iacta est (în latină Alea jacta est, tradusă prin „zarurile au fost aruncate”, deși, literalmente, se traduce prin „zarul a fost aruncat”) este o expresie pe care, după cronica lui Suetoniu, Iulius Cezar ar fi pronunțat-o în ziua de 10 ianuarie 49 î.Hr., când și-a condus trupele peste râul Rubicon, care constituia granița dintre Galia Cisalpină și Italia, începând astfel războiul civil împotriva lui Pompei. În vremurile moderne, expresia este folosită în contexte în care desfășurarea evenimentelor a trecut de un punct dincolo de care nu se mai poate merge înapoi.
În cele ce urmează se prezintă relatarea lui Suetoniu:
[XXXII] Cunctanti ostentum tale factum est. quidam eximia magnitudine et forma in proximo sedens repente apparuit harundine canens; ad quem audiendum cum praeter pastores plurimi etiam ex stationibus milites concurrissent interque eos et aeneatores, rapta ab uno tuba prosiliuit ad flumen et ingenti spiritu classicum exorsus pertendit ad alteram ripam. tunc Caesar: „eatur”, inquit, „quo deorum ostenta et inimicorum iniquitas uocat. Iacta alea est”, inquit.
[XXXII] Cum stătea la îndoială, el văzu un semn. Dintr-odată i-a apărut o figură de statură foarte mare și puternică stând așezată și jucându-se pe o trestie; și după ce se apropiaseră de el nu numai ciobanii ci și mulți dintre soldați, care își abandonaseră posturile, printre ei erau fiind și trâmbițași, apariția îi smulse unuia dintre ei trâmbița, se repezi în râu și cântând o melodie războinică se îndreptă spre malul opus. Atunci Cezar exclamă: „Să urmăm calea pe care ne-o arată zeii și spre care ne împing acțiunile nedrepte ale dușmanilor noștri. Zarul este aruncat.”
Se consideră că Cezar ar fi rostit renumita expresie în limba greacă. Este probabil că fraza este o referire la o comedie a scriitorului grec Menandru, unul din autorii favoriți ai lui Cezar. Dar, în contextul descris, Cezar se adresa ostașilor săi cu care se întorcea din Galia și care probabil nu vorbeau greaca. Este greu de presupus că Cezar le-ar fi adresat acestor ostași un discurs pe care ei să nu-l poată înțelege.
Charles T. Lewis și Charles Short, citându-i pe Casaubon și Ruhnk în A Latin Dictionary, sugerează că textul lui Suetonius trebuie citit Iacta alea esto (cu imperativul pe esto în loc de est), care s-ar traduce „Să fie aruncate zarurile!” („Să înceapă jocul!”).